# Jazon i Argonauci (film 1963)
Jazon i Argonauci (ang. Jason and the Argonauts) – amerykańsko-brytyjski film przygodowy z 1963 roku. Scenariusz został oparty na słynnym micie greckim o Jazonie i Argonautach.

## Fabuła
Jazon to młody i szalenie uparty chłopak. Pragnie przeżywać przygody i zacząć cieszyć się życiem. Wkrótce los się do niego uśmiecha i jego zadaniem jest podróż do odległej Kolchidy, aby zdobyć złote runo. Z przygotowaniem do podróży pomaga mu jego ukochana bogini i patronka Hera. Pod jej okiem  buduje przepiękny okręt - Argo. Jazon postanawia zaprosić do udziału w wyprawie niezwykłych młodzieńców, w tym również walecznego i silnego Herkulesa.

## Obsada
- Todd Armstrong - Jazon
- Nancy Kovack - Medea
- Gary Raymond - Akastos
- Laurence Naismith - Argos
- Niall MacGinnis - Zeus
- Michael Gwynn - Hermes
- Douglas Wilmer - Pelias
- Jack Gwillim - król Ajetes
- Honor Blackman - Hera
- John Cairney - Hylas
- Patrick Troughton - Fineus
- Andrew Faulds - Falerus
- Nigel Green - Herkules
- Bill Gudgeon - Tryton
- Ferdinando Poggi - Kastor

## Produkcja
Zdjęcia kręcono w Palinuro i Paestum (prowincja Salerno).